# Saint-Vincent-de-Barbeyrargues
Saint-Vincent-de-Barbeyrargues (okzitanisch Sant Vincenç de Barbairargues) ist eine französische Gemeinde mit 760 Einwohnern (Stand: 1. Januar 2022) im Département Hérault in der Region Okzitanien (vor 2016: Languedoc-Roussillon). Sie gehört zum Arrondissement Lodève sowie zum Kanton Saint-Gély-du-Fesc. Die Einwohner werden Vincenots genannt.

## Geographie
Die Gemeinde Saint-Vincent-de-Barbeyrargues liegt etwa 18 Kilometer nördlich von Montpellier. Die reine Wohngemeinde hat eine sehr aufgelockerte Siedlungsstruktur. Umgeben wird Saint-Vincent-de-Barbeyrargues von den Nachbargemeinden Assas im Norden und Osten sowie Prades-le-Lez im Süden, Westen und Norden.

## Bevölkerungsentwicklung
| Jahr                       | 1962 | 1968 | 1975 | 1982 | 1990 | 1999 | 2009 | 2020 |
| Einwohner                  | 125  | 164  | 261  | 368  | 457  | 567  | 676  | 742  |
| Quellen: Cassini und INSEE |      |      |      |      |      |      |      |      |

## Sehenswürdigkeiten
- Kirche Saint-Vincent aus dem 12. Jahrhundert, Umbauten aus dem 17. Jahrhundert, Monument historique seit 1986
- Reste des früheren Oppidums Garaste

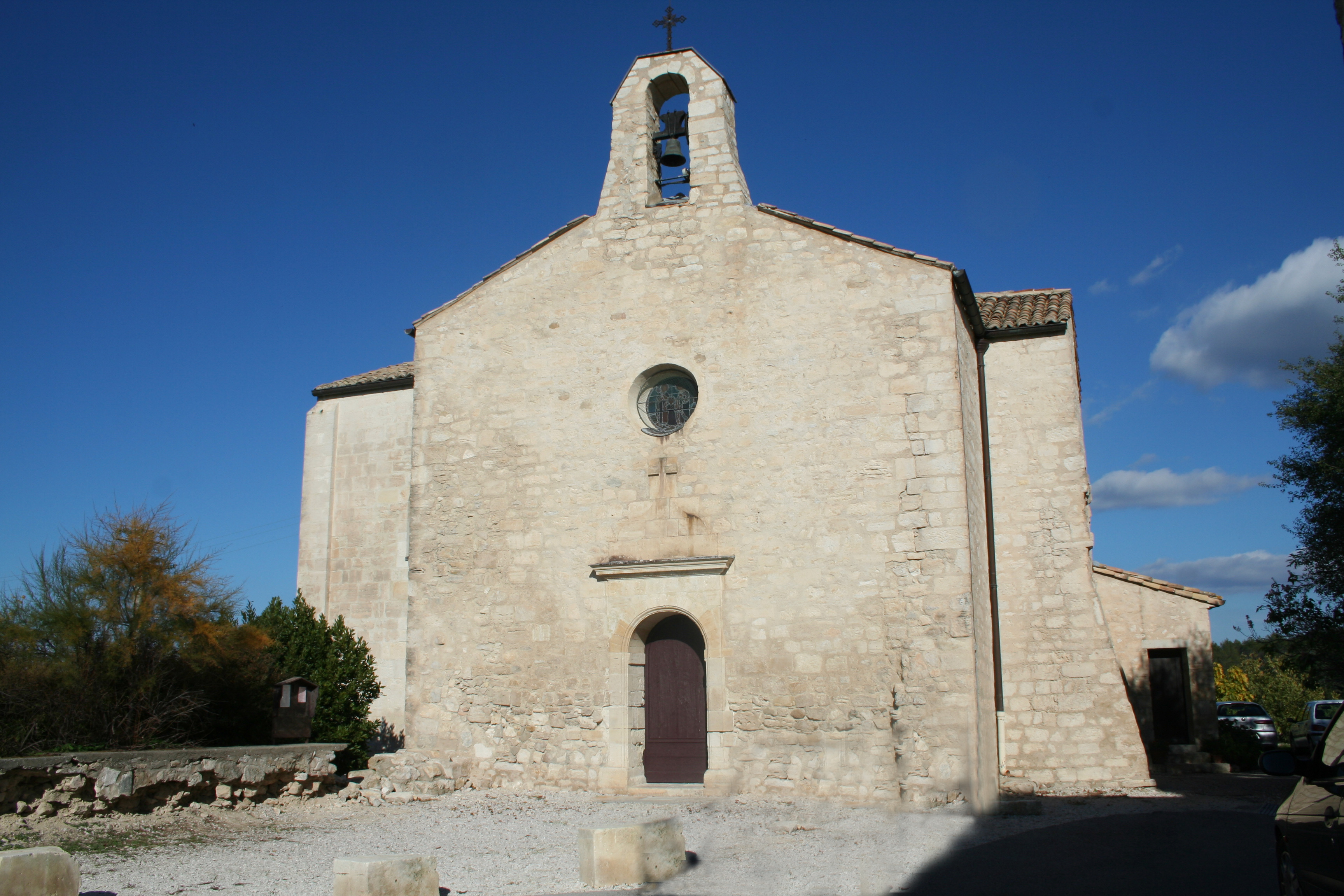
Kirche Saint-Vincent
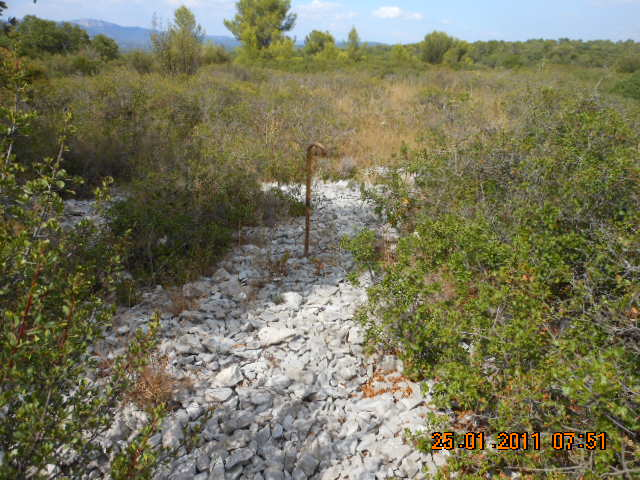
Ort des ehemaligen Oppidums Garaste
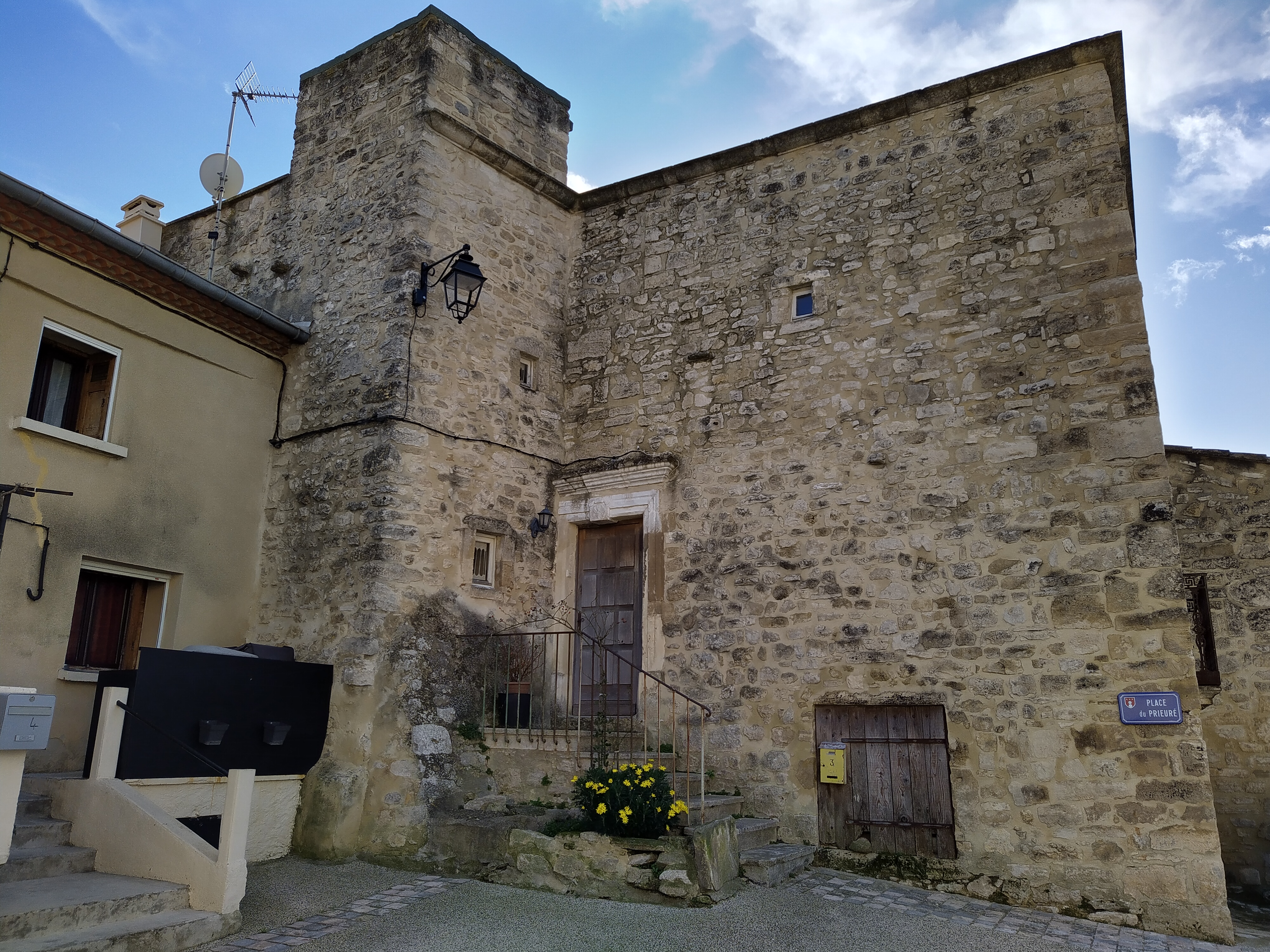
Ehemaliges Priorat
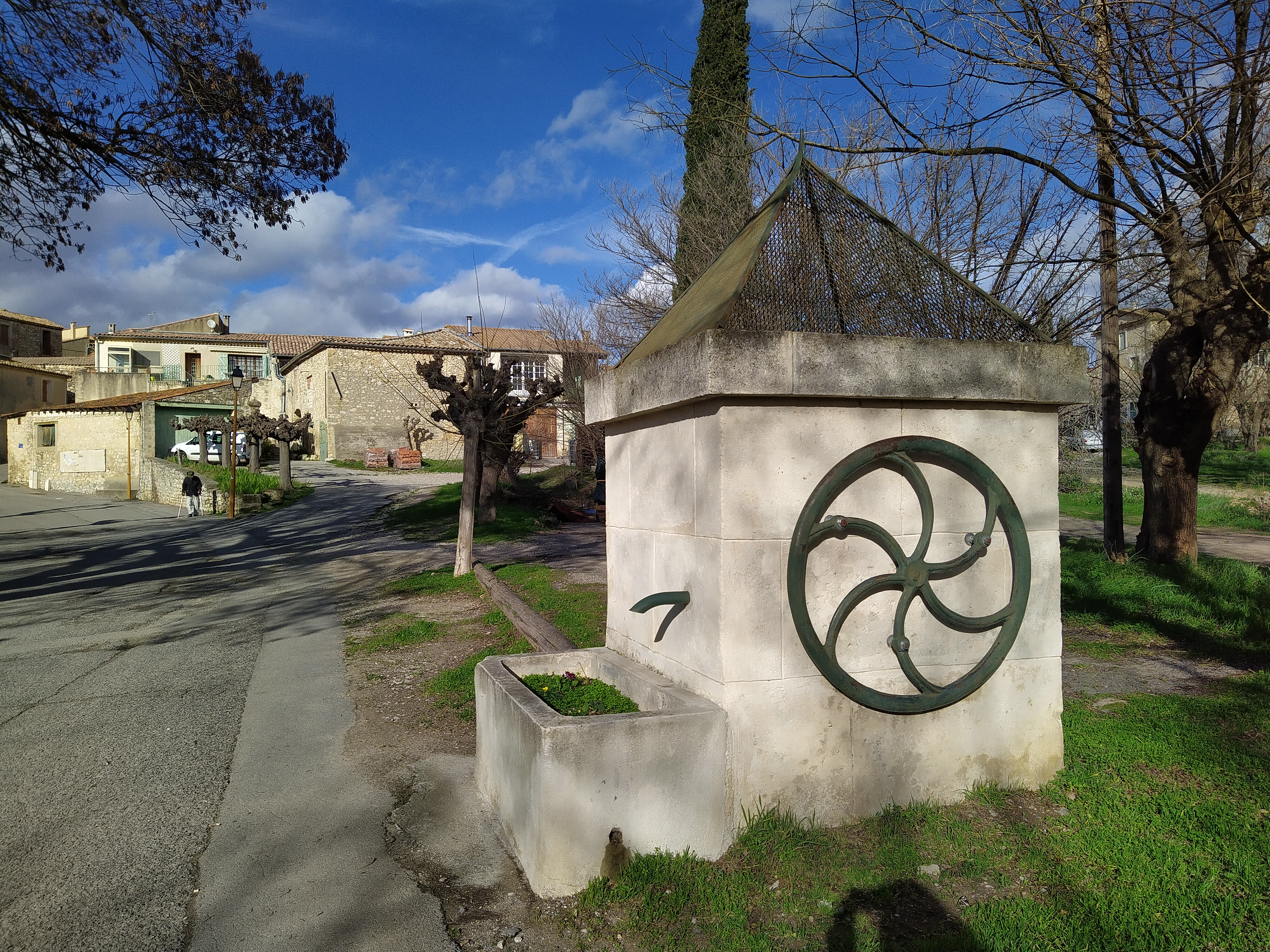
Brunnenhaus
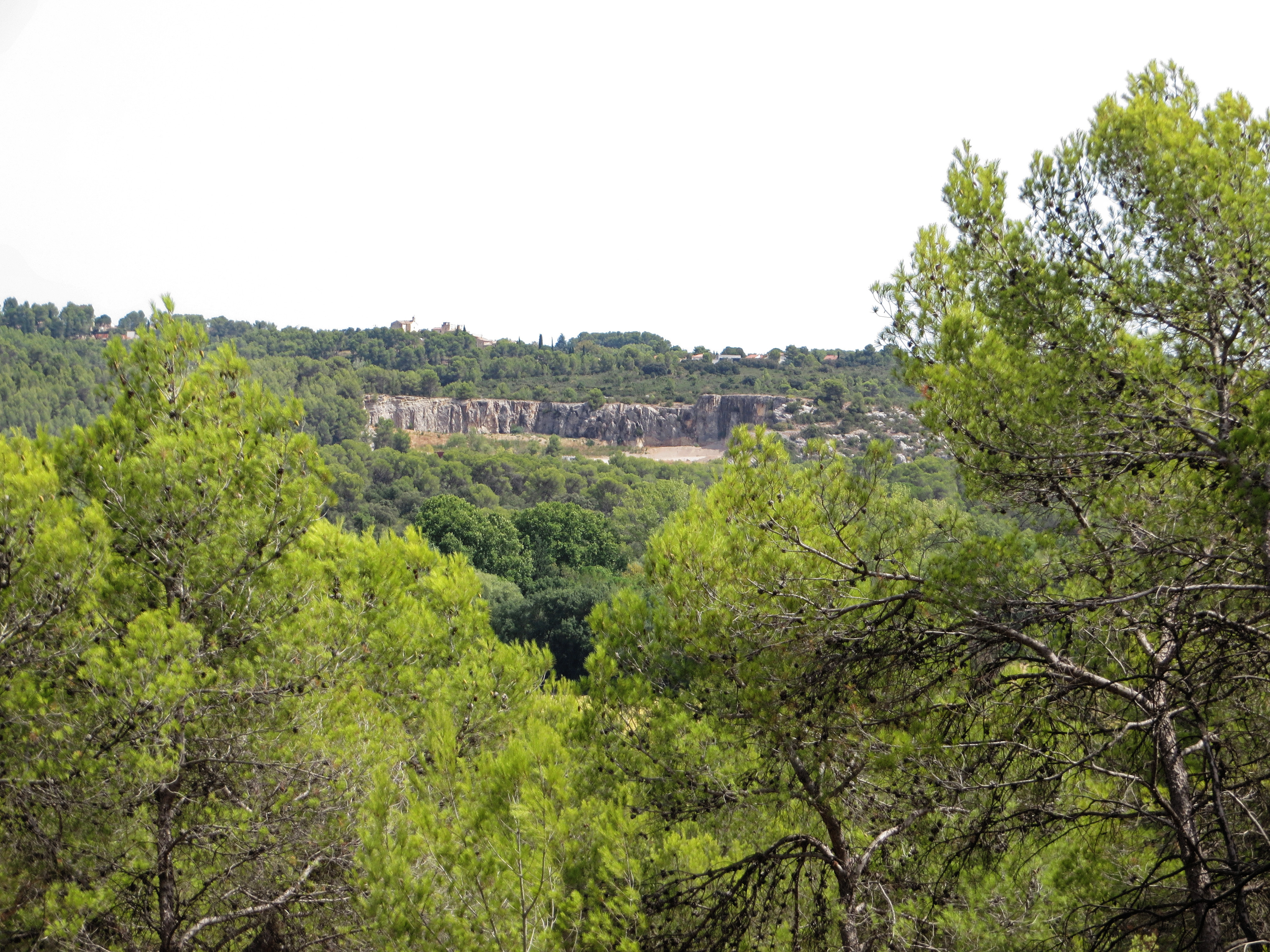
Ehemaliger Steinbruch
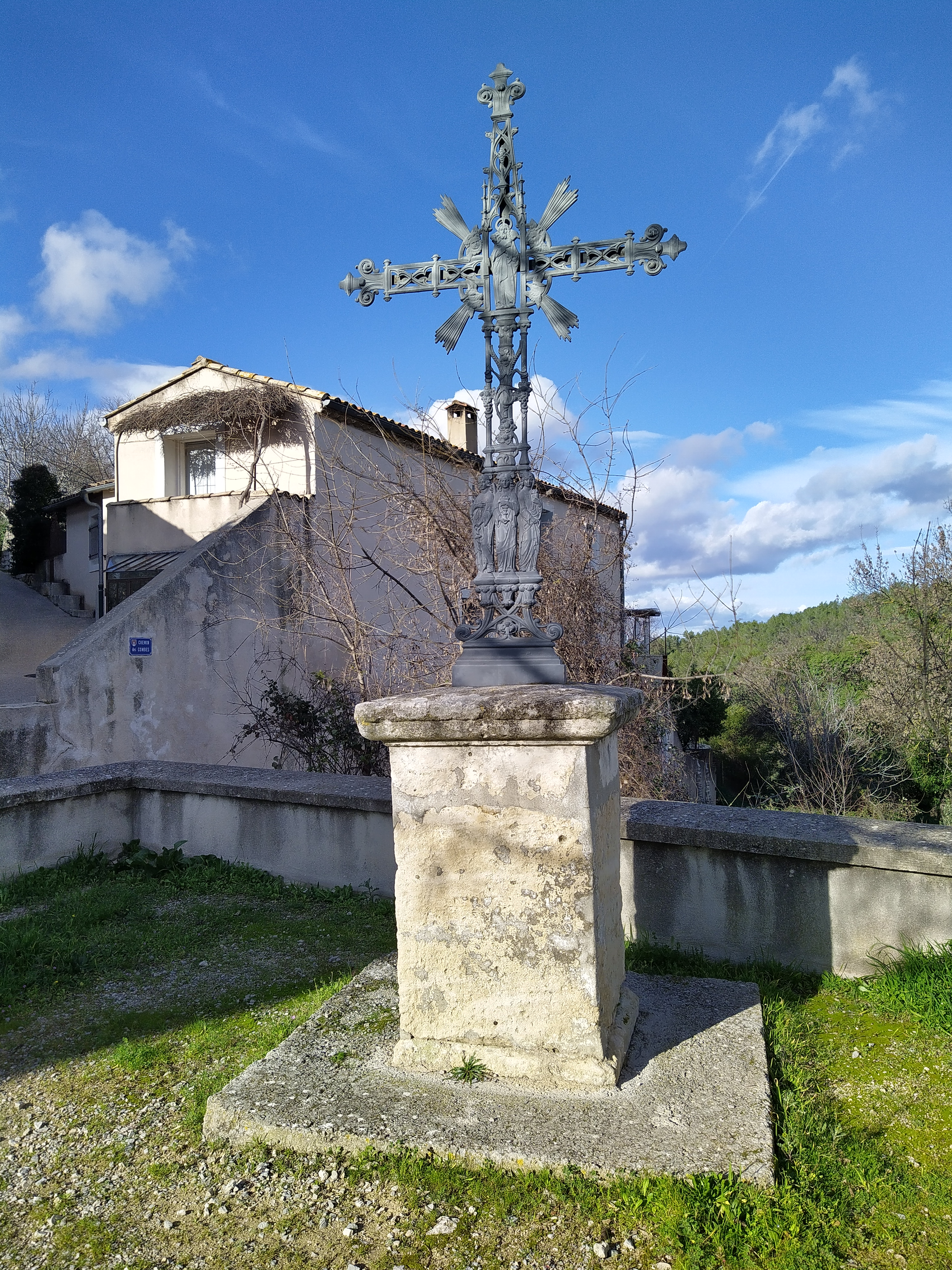
Wegkreuz